# Rosolli

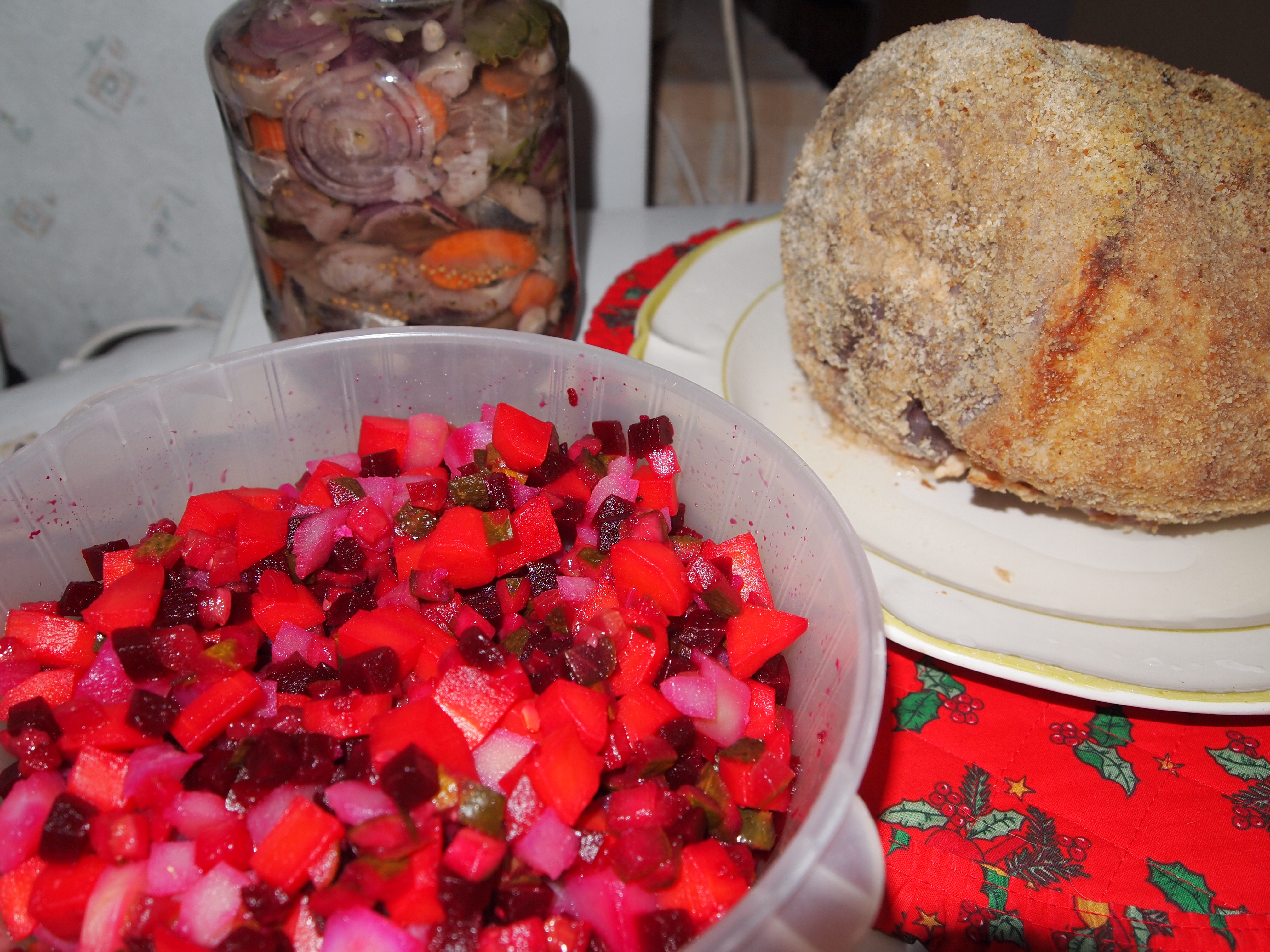
Rosolli (w tle świąteczny chleb i pikle)

Rosolli – fińska potrawa bożonarodzeniowa, sałatka, której postawą są buraki i gotowane warzywa. 
Ugotowane buraki, ziemniaki i marchew są pokrojone w drobna kostkę, dodaje się siekane jabłka, cebulę, Ogórek kiszony, kiszone lub solone śledzie. Poszczególne produkty układa się warstwami w półmisku, każda warstwa jest oprószana solą i pieprzem. Składników nie miesza się, a całość zalewa się sosem przygotowanym z kremowej śmietany, małej ilości octu, bulionu, soli i cukru. 
Często sałatkę przygotowuje się bez śledzi, są one podawane oddzielnie. 
Nazwa pochodzi od rosyjskiego słowa "rassoł" ("рассол" - posolony, solony). Nie jest znana przyczyna przeniesienia tego określenia na potrawę. Potrawa jest bardzo popularna w zachodniej Finlandii, na terenach sąsiadujących ze Szwecją używa się nazwy "sinsalla".